# Дорогостайские
(Монвид-)Дорогостайские (пол. Dorohostajski, лит. Dorohostaiskiai) — литовский дворянский род, внесённый в VI часть родословной книги Киевской и Подольской губерний. Родоначальником их был литовский боярин Римовид, живший в начале XV века и владевший Забрезьем в Ошмянском повете. От него же происходит магнатский род Заберезинских, угасший ещё в XVI веке.

## Представители
- Дорогостайский, Владислав (1614—1638) — чашник великий литовский (1636—1638) и маршалок Трибунала Великого княжества Литовского (1636), депутат сейма (1634), староста жижморский.
- Дорогостайский, Кшиштоф Николай (1562—1615) — государственный и военный деятель Великого княжества Литовского. Стольник великий литовский (1588—1590), кравчий великий литовский (1590—1592), подчаший великий литовский (1592—1596), маршалок надворный литовский (1596—1597), великий маршалок литовский (1597—1615).
- Дорогостайский, Николай (ок. 1530—1597) — государственный и военный деятель Великого княжества Литовского.
- Дорогостайский, Виталий Чеславович (1879 - 1938) — учёный, профессор, известный исследователь Байкала, Ангары, Хубсугула и горных озер Хамар-Дабана.
- Дорогостайский, Владислав (1614—1638) — чашник великий литовский (1636—1638) и маршалок Трибунала Великого княжества Литовского (1636), депутат сейма (1634), староста жижморский.
- Дорогостайский, Пётр (1569—1611) — государственный деятель Великого княжества Литовского, каштелян минский (1597—1600), воевода мстиславский (1600—1605) и смоленский (1605—1611).